# Tankcsapda
Tankcsapda — угорський рок-гурт. Грає в жанрах hard rock, punk rock і  важкий метал. Із міста Дебрецен.

## Історія
Група заснована у 1989 році, у Дебрецені, як панк рок тріо з перкусією. В подальшому грала у різних рокових жанрах. Виступали у маловідомих місцях, як андеграунд колектив, видавали альбоми на маловідомих, незалежний лейблах. Стала відомою загалу у 1995 році, після випуску альбому “Az ember tervez”. Який отримав стутус золотого.

## Склад
- Ласло Лукач (László Lukács) - вокал (1989-), гітара (1989-1992), бас-гітара (1993-)
- Левенте Молнар (Levente Molnár) - гітара (1993-)
- Томаш Фейеш (Tamás Fejes) - перкусія (2000-)

## Колишні учасники
- Дьордь Бужік (György Buzsik) – перкусія (1989–1997)
- Отто Елєк (Ottó Elek) – перкусія (1997–2000)
- Оттіло Тот Лобонц (Attila Tóth Laboncz) – бас-гітара (1989–1992)

## Студійні альбоми
- Baj van!! (1989, demo)
- Punk & Roll (1990)
- A legjobb méreg (1992)
- Jönnek a férgek (1994)
- Az ember tervez (1995)
- Connektor :567: (1997)
- Ha zajt akartok! (1999)
- Agyarország (2001)
- Baj van!! (2002)
- Élni vagy égni (2003)
- Mindenki vár valamit (2006)
- Minden jót (2009)
- Rockmafia Debrecen (2012)

### Концертні
- Eleven (1996)
- Elektromágnes (2007)

### Збірники
- Tankológia (1999)
- A legjobb mérgek (2004)

### EP
- ...'Cause for Sale (1996)

### Сингли
- Ez az a ház (2000)
- Szextárgy (2003)
- Mire vagy kíváncsi? (2008)
- Köszönet, doktor (2009)

### VHS/DVD
- Tankcsapda '89-'96 (1996)
- Itt vannak a Tankok!! (2003)
- A legjobb mérgek (2004)
- Viszlát Debrecenben! {2004}
- Élő Főnix (2005)
- Élő Kisstadion (2009)
- Sziget 2009 – 20 éves jubileumi koncert (2010)
- Baj van!! (1989, demo)
- Punk & Roll (1990)
- A legjobb méreg (1992)
- Jönnek a férgek (1994)
- Az ember tervez (1995)
- Connektor :567: (1997)
- Ha zajt akartok! (1999)
- Agyarország (2001)
- Baj van!! (2002, перевидання альбому 1989)
- Élni vagy égni (2003)
- Mindenki vár valamit (2006)
- Minden jót (2009)
- Rockmafia Debrecen (2012)